# Cultura de Hungría

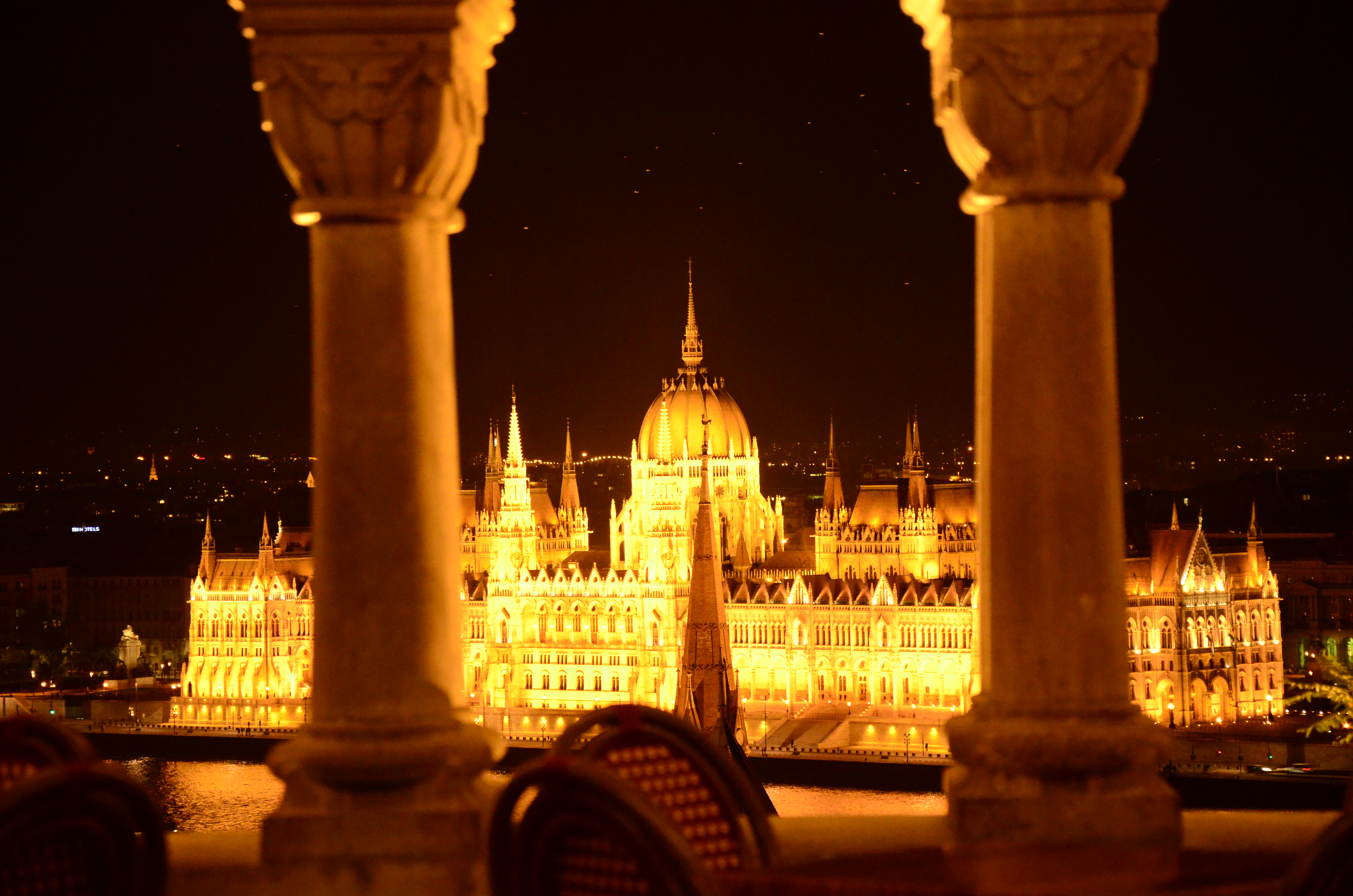
Una foto del Parlamento de Hungría, tomada desde el Bastión de los Pescadores.

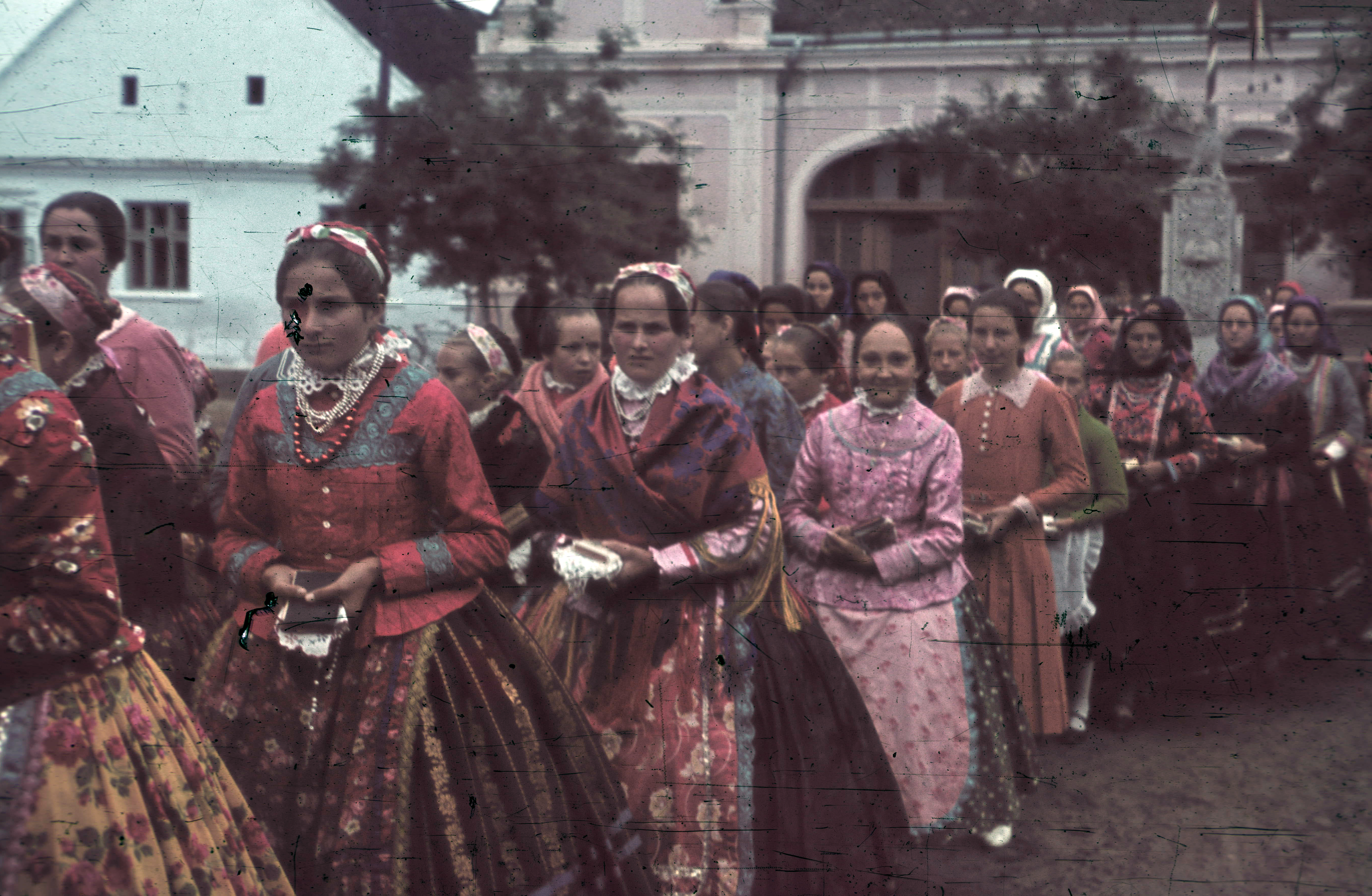
Mujeres húngaras caminando mientras sostienen libros de oraciones.

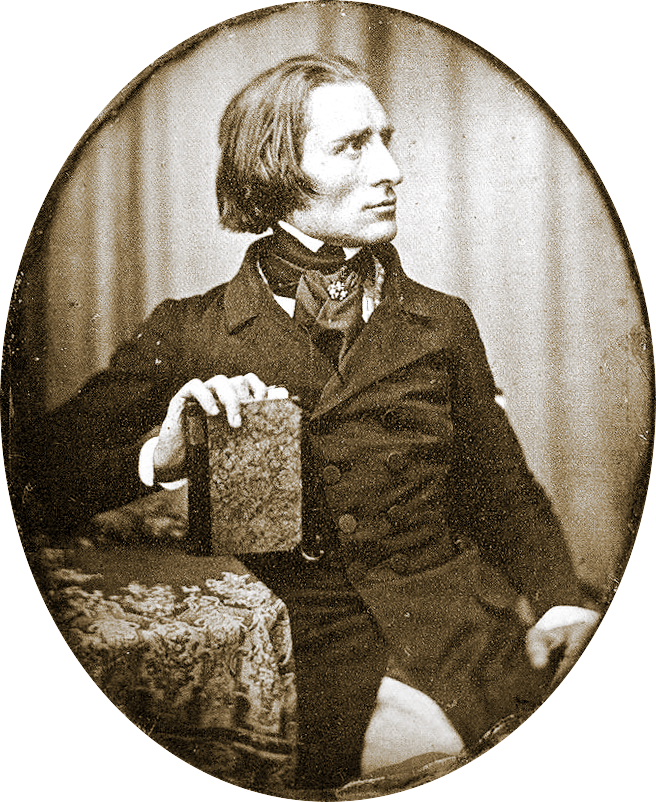
Franz Liszt un compositor húngaro romántico, un virtuoso pianista y profesor.

Cubo de Rubik

La cultura de Hungría comprende un conjunto diverso de variantes a lo largo del territorio húngaro, siendo diversa y variada desde su capital Budapest, a orillas del Danubio, hasta la gran llanura que se extiende hasta la frontera con Ucrania. Se cree que su cultura ha sido influenciada por los orígenes orientales de las tribus húngaras y la presencia otomana en Hungría, que abarcó casi dos siglos. Es un país con una rica tradición folclórica que abarca artesanías tales como bordados, tallas o alfarería pintada y también edificios o manifestaciones musicales. La música húngara comprende desde las rapsodias románticas de Liszt a la música de los gitanos húngaros o la música romaní.
Igualmente es históricamente rica la literatura húngara, con numerosos poetas y escritores que, pese a excepciones como Sándor Márai o Imre Kertész, aplaudidos en época reciente, no son especialmente conocidos fuera del país. Este desconocimiento de la literatura húngara se ha relacionado con las limitaciones que impone el húngaro, lengua de la familia ugrofinesa. El escritor, Imre Kertész ganó el Nobel de Literatura en 2002. Por su parte Péter Esterházy es bastante conocido en Austria y Alemania y Magda Szabó está alcanzando cierta fama en Europa occidental.

## Arquitectura
Hungría alberga la mayor sinagoga de Europa, la Gran Sinagoga de Budapest, y el mayor balneario de Europa. Igualmente se encuentra en Hungría la tercera mayor iglesia de Europa, la Basílica de Esztergom, como también encontramos la segunda abadía con mayor terreno del mundo, la Abadía de Pannonhalma. En Pécs está la mayor necrópolis de Cristianismo primitivo fuera de Italia.

## Música
La música propia de Hungría se compone de música folk tradicional y de música clásica producto de  compositores como Liszt, Franz Schmidt, Dohnányi, Bartók, Kodály, o Rózsa. 
La música húngara tradicional se caracteriza por un marcado ritmo dactílico dado que en el húngaro la sílaba tónica se corresponde invariablemente con la primera sílaba de cada palabra. Hungría cuenta también con varios compositores contemporáneos o modernos de música clásica tales como György Ligeti, György Kurtág, Péter Eötvös o Zoltán Jeney entre otros.

## Literatura
Al momento de su gestación el idioma húngaro se escribía con un alfabeto de runas húngaro. El alfabeto latino comenzó a ser utilizado como consecuencia del proceso de cristianización que se llevó a cabo durante el reinado de Esteban I de Hungría entre el 1000 y el 1038. No existen documentos previos al siglo XI.
El texto más antiguo en húngaro es un fragmento de 1055 que contiene varias palabras en húngaro pero está escrito mayoritariamente en latín. El primer texto completo en húngaro es el Sermón funerario y oración en húngaro (Halotti beszéd és könyörgés) y que es una traducción de un sermón latino. En forma análoga el poema más antiguo es una traducción no muy exacta del latín y data del siglo XIII, el mismo se denomina "Lamentaciones de María" (Ómagyar Mária-siralom), en húngaro y es el poema más antiguo conservado de todas las lenguas ugrofinesas. 
También se conservan importantes crónicas como la  Gesta Hungarorum o Gesta Hunnorum et Hungarorum escrita, esta última por Simon Kézai. En el período del Renacimiento la literatura floreció especialmente bajo el reinado de Matías Corvino.